# Бейли, Эдвард Ходжес
Эдвард Ходжес Бейли (англ. Edward Hodges Baily; 1788—1867) — английский скульптор, член Королевской Академии художеств; ученик Джона Флаксмана.

## Биография
Эдвард Ходжес Бейли родился 10 марта 1788 года в Бристоле в семье довольно известного в городе резчика по дереву, который занимался украшением кораблей различными фигурами, надписями и орнаментами.
Ещё в школе продемонстрировал свой природный вкус и талант, создавая из воска бюсты одноклассников. В возрасте четырнадцати лет начал работать в торговом доме, однако он всё острее чувствовал потребность к творчеству и в возрасте шестнадцати лет он отказался от коммерческой карьеры и начал вновь лепить фигуры из воска. Его труды были замечены Джоном Флаксманом и тот способствовал его переезду в Лондон, где стал ему преподавать в Школе при Королевской академии. Художник приобрёл широкую известность исполнив, по модели своего учителя, колоссальную статую «Британия», а также сваяв скульптурную группу «Геркулес приводит Альцесту к Адмету» и статую «Ева у источника» (1818, Бристоль).
Последующие работы Бейли (рельефы, статуи и группы почти исключительно идеалистического характера и портретные фигуры и бюсты) упрочили за ним репутацию отличного мастера и доставили ему место в Королевской Академии Британской империи. Среди произведений мастера: рельефы в тронной зале Букингемского дворца, статуя «Евы, прислушивающейся к голосу змея-искусителя», статуи Роберта Пиля (в Лидсе), Нельсона (на колонне, воздвигнутой в его честь на Трафальгарской площади, в Лондоне), лорда Голланда (в Вестминстерском аббатстве) и некоторые другие.
Скончался 22 мая 1867 года в Лондоне, похоронен на Хайгейтском кладбище.

## Галерея
- Надгробие генерал-майора сэра Уильяма Понсонби, погибшего в битве при Ватерлоо в лондонском Соборе Святого Павла
- Обнажённая купальщица, Бристоль, городской музей
- Афина, Лондон